# Typooffset
Typooffset (tzw. pośredni druk wypukły, suchy offset, z ang. letterset) – technika druku wypukłego, stanowiąca połączenie techniki typograficznej i offsetowej. Odbitki są wynikiem druku pośredniego rotacyjnego, a sam proces przenoszenia farby na podłoże drukowe odbywa się podobnie jak w offsecie czyli przez obciąg gumowy, z tą różnicą, że nie jest on pociągany roztworem zwilżającym.
Forma drukowa jest w postaci stereotypów z tworzyw sztucznych lub klisz wykonanych z cienkich płyt metalowych (np. magnezu, cynku), natomiast farby drukowe sporządzone są z pigmentów i spoiw takich samych jak farby do druku typograficznego. Konstrukcja maszyn zwojowych rotacyjnych typooffsetowych  przypomina konstrukcje maszyny typograficznej z tą różnicą, iż po cylindrze formowym znajduje się cylinder pośredni z obciągiem.
Maszyny typooffestowe stosowane są do zadruku opakowań. Często są instalowane w jednej linii produkcyjnej, która najpierw wytwarza surowiec i formuje przedmiot, a następnie pokrywa powierzchnie opakowań farbą.
Maszyny typooffsetowe nie są już produkowane. Stanowiły specyficzną, wąską niszę przemysłu poligraficznego. Największą trudność stanowiło nacinanie płaszczy gumowych elementami formy.

## Zastosowania druku
- akcydensy informacyjne np. plakaty, prospekty, kalendarze, afisze, opakowania
- tkaniny
- tworzywa sztuczne np. etykiety, nalepki, owijki